# Polgár Dénes
Polgár Dénes (Győr, 1912. április 14. – Budapest, 2009. január 13.) magyar újságíró, éveken keresztül a Magyar Televízióban sugárzott A Hét című műsor főszerkesztője, Polgár Sándor (1876–1944) botanikus, tanár unokaöccse.

## Életpályája
Szülei Polgár Győző (1883–1944) ügyvéd, tiszteletbeli főügyész és Kőnig Frida (1891–1944) voltak. Apja 1900-ban magyarosította családnevét Pollákról Polgárra. A pécsi Erzsébet Tudományegyetem Jogtudományi Karán hallgatott jogot. A második világháború alatt szülei, öccse (Polgár Géza, 1917–1944) és nagybátyja is a holokauszt áldozatai lettek.
1945-től a győri szociáldemokrata helyi újság alapítójaként kezdte pályafutását. Később az írott sajtónál helyezkedett el, dolgozott a Világosság, az Esti Budapest, a Szabad Nép és az Esti Hírlap című lapoknál, utóbbinak helyettes főszerkesztője is volt. 1958-tól a Magyar Távirati Iroda tudósítója lett. Kairóban (1958–1959), majd Washingtonban (1960–1964), Bonnban (1966–1971) és Brüsszelben (1977–1981) dolgozott, közben pedig az 1970-es években (1971–1977) valóságos forradalomnak számító műsort készített a Magyar Televízióban A Hét címmel, amely ablakot nyitott a nyugati külvilágra az elzártság évtizedei után. 1981-ben nyugdíjba vonult. 1997-től haláláig az Aranytollas Újságírók Társaságának elnöke volt.

## Magánélete
1945-ben házasságot kötött Vágó Gabriellával. Két fiuk született: Polgár Viktor (1946) diplomata és Polgár György (1956).

## Művei
- A pénzmágnások új elnöke az Amerikai Egyesült Államokban; Szikra Nyomda, Budapest, 1952 (Mi van a nagyvilágban? Az Országos Béketanács külpolitikai füzetei)
- A szuezi háború és Magyarország; Kossuth, Budapest, 1957
- Séta az elnökkel és egyéb történetek; Interpress, Budapest, 1984
- Egy Polgár a nagyvilágban. A 96 éves újságíró emlékiratai; Atlantic Press, Budapest, 2008

## Díjai, elismerései
- Magyar Köztársasági Érdemérem ezüst fokozata (1948)
- Rózsa Ferenc-díj (1965)[4]
- Munka Érdemrend arany fokozata (1972)
- Szocialista Magyarországért érdemrend (1982)
- Magyar Köztársasági Érdemrend középkeresztje (1997), polgári tagozat
- Pulitzer-emlékdíj (2000), életmű
- MTI Örökös Tudósítója (2002)